# Ethnikos OFPF
L'Ethnikos Omilos Filathlon Pireos/Falirou o Ethnikos OFPF (en grec: Εθνικός Όμιλος Φιλάθλων Πειραιώς-Φαλήρου/Εθνικός ΟΦΠΦ) és un club esportiu grec de la ciutat d'El Pireu.

## Història

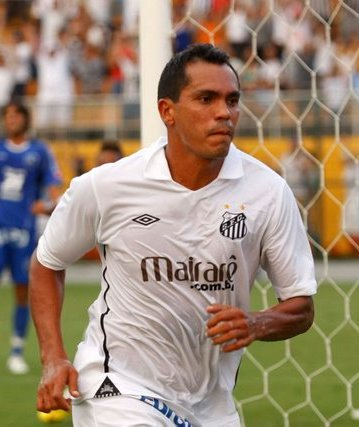
Giovanni Silva de Oliveira

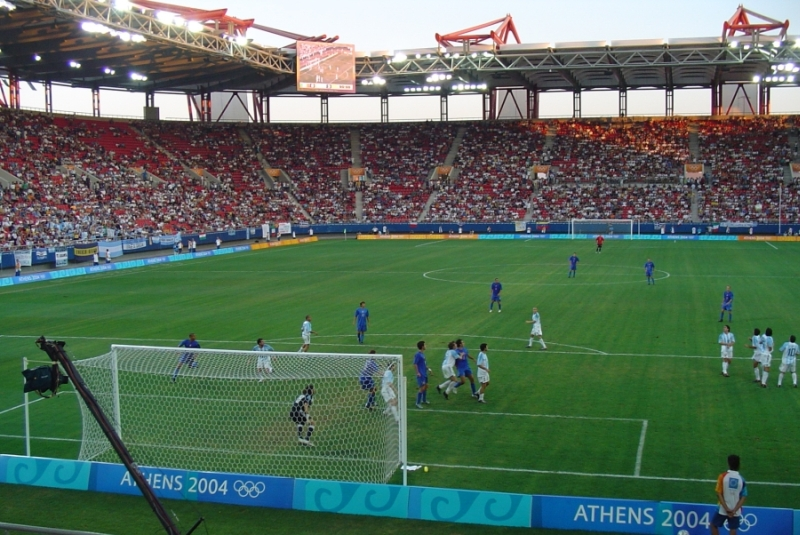
Estadi Karaiskakis el 2004

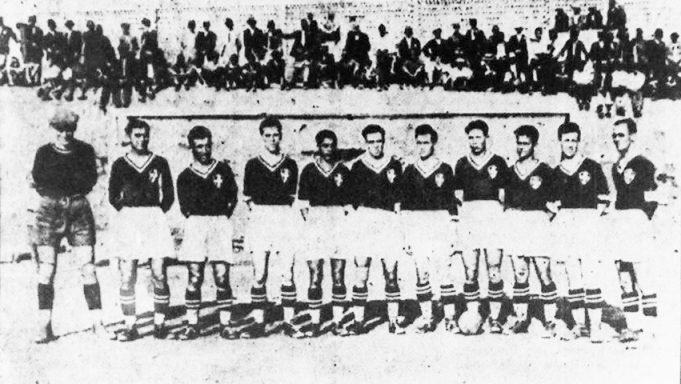
Ethnikos campió de copa el 1933

El club va ser fundat l'any 1923 amb el nom Keravnos. Un any més tard esdevingué Young Boys Titan.
El 1923 Athlitikos Podosferikos Syllogos Pireas (grec: Αθλητικός και Ποδοσφαιρικός Σύλλογος Πειραιώς), campió el 1924 del campionat regional d'Atenes-Pireu, es dividí en dos.
Un dels grups escindits, el Peiraikos Podosfairikos Omilos es fusionà el 23 de desembre de 1924 amb el Young Boys Titan creant el Omilos Filathlon Piraeus-Faliro (grec: Όμιλος Φιλάθλων Πειραιώς - Φαλήρου), esdevenint Ethnikos O.F.P.F. el 1925. Del segon grup nasqué el 1925 el club Olympiakos CFP.

## Seccions actuals
- Ethnikos Piraeus FC (futbol)
- Ethnikos Piraeus BC (basquetbol)[7]
- Ethnikos Piraeus VC (voleibol)
- Ethnikos Piraeus WPC (waterpolo)
- Ethnikos Piraeus HC (hoquei herba)[8]
- Ethnikos Piraeus (natació)

## Palmarès
Futbol
- Copa grega de futbol:
  - 1932-33

- Lliga d'El Pireu:
  - 1928, 1929, 1939

Waterpolo
- Campionat grec:
  - 1926, 1931, 1948, 1953, 1954, 1955, 1956, 1957, 1958, 1959, 1960, 1961, 1962, 1963, 1964, 1965, 1966, 1967, 1968, 1969, 1970, 1972, 1973, 1974, 1975, 1976, 1977, 1978, 1979, 1980, 1981, 1982, 1983, 1984, 1985, 1988, 1994, 2006
- Copa grega:
  - 1953, 1954, 1955, 1956, 1957, 1958, 1984, 1985, 1988, 1991, 2000, 2005

Waterpolo femení
- Copa LEN de waterpolo femenina:
  - 2010, 2022
- Campionat grec:
  - 1988, 1990, 1992
- Copa grega:
  - 2024

Hoquei herba
- Campionat grec:
  - 2012, 2014

Natació
- Campionat grec:
  - 1926, 1927, 1949